# Dilemma
Dilemma – piosenka R&B stworzona przez Nelly’ego, Patti LaBelle, Kelly Rowland i Jermaine Dupri na studyjny album Nelly’ego, „Nellyville” (2002). Utwór pojawił się również na debiutanckim, solowym krążku Rowland „Simply Deep” (2002). Był to pierwszy, międzynarodowy, solowy singel artystki, który wydała, gdyż singel „Separated (Remix)” wydany został jedynie w Stanach Zjednoczonych w roku 2000. Kompozycja singla bazuje na melodii utworu Patti LaBelle „Love, Need and Want You” z roku 1983. Patti zagrała również w teledysku do „Dilemma”, wcielając się w rolę matki Rowland. Początkowo część śpiewana przez Kelly Rowland proponowana była Christinie Aguilerze, jednak ta odmówiła kolaboracji z raperem. Singlem Nelly’ego, w którym artystka użyczyła swego głosu, był „Tilt Ya Head Back” z roku 2004.
„Dilemma” zdobył nagrodę Grammy w roku 2003 w kategorii Najlepsza Rap kolaboracja.

## Listy utworów i formaty singla
Międzynarodowy 12” singel
Strona A
1. „Dilemma” (radio edit)
2. „Dilemma” (UK Garage radio edit)

Strona B
1. „Dilemma” (Jason Nevin’s club remix)

Międzynarodowy CD-maxi singel
1. „Dilemma” (radio edit)
2. „Dilemma” (Jason Nevin’s remix edit)
3. „King’s Highway”
4. „Dilemma” (videoclip)

## Pozycje na listach
| Lista przebojów                     | Najwyższa pozycja |
| ----------------------------------- | ----------------- |
| Australia ARIA Singles Chart        | 1                 |
| Austria Singles Chart               | 2                 |
| Belgia Singles Chart                | 1                 |
| Dania Singles Top 40 Chart          | 2                 |
| Holandia Top 40 Chart               | 1                 |
| Finlandia Top 20 Singles Chart      | 10                |
| Francja Singles Chart               | 6                 |
| Niemcy Singles Chart                | 1                 |
| Irlandia Singles Chart              | 1                 |
| Nowa Zelandia RIANZ Singles Chart   | 2                 |
| Norwegia Singles Top 20 Chart       | 2                 |
| Szwecja Singles Top 60 Chart        | 2                 |
| Szwajcaria Singles Chart            | 1                 |
| UK Singles Chart                    | 1                 |
| USA Billboard Hot 100               | 1                 |
| USA Billboard Hot R&B/Hip-Hop Songs | 1                 |
| United World Chart                  | 1                 |